# Helminthoglypta mohaveana
Helminthoglypta mohaveana är en snäckart som beskrevs av S. S. Berry 1927. Helminthoglypta mohaveana ingår i släktet Helminthoglypta och familjen Helminthoglyptidae. IUCN kategoriserar arten globalt som nära hotad. Inga underarter finns listade i Catalogue of Life.